# Methodologischer Solipsismus
Der methodologische Solipsismus hat in der Epistemologie und der Philosophie des Geistes zwei separate Bedeutungen:
1. Methodologischer Solipsismus ist die epistemologische These, dass das individuelle Selbst und seine Zustände der einzig mögliche oder angemessene Ausgangspunkt für die philosophische Konstruktion sind.[1] Eine skeptische Variante dessen ist der methodische Zweifel.
2. Methodologischer Solipsismus ist die These, dass die mentalen Eigenschaften oder mentalen Zustände eines Organismus ausschließlich auf der Grundlage der Beziehungen dieses Zustands oder dieser Eigenschaft zu anderen internen Zuständen des Organismus selbst individuiert werden können, ohne jeglichen Bezug zur Gesellschaft oder der physischen Welt, in die der Organismus eingebettet ist.[2]

Die zweite Definition wurde von Jerry Fodor vertreten, der diese These später von einer anderen unterschied, die er als methodologischen Individualismus bezeichnete. Fodors Motivation für die Einführung dieser Begriffe in das philosophische (und jetzt auch psychologische) Lexikon war die Notwendigkeit, eine Art internalistische Konzeption des Mentalen gegen die Probleme zu verteidigen, die durch das berühmte Gedankenexperiment „Zwillingserde“ von Hilary Putnam aufgeworfen wurden. Kurz gesagt, geht es um die Frage, ob es möglich ist, dass zwei Menschen, von denen einer in der realen Welt lebt, in der Wasser H2O ist, und der andere in einer möglichen Welt (Zwillingserde) lebt, in der das Wasser dieselben Eigenschaften wie unser Wasser hat, aber in Wirklichkeit aus XYZ besteht, dieselben Überzeugungen (oder andere propositionale Einstellungen) über Wasser haben. Der Externalist sagt, dass dies nicht möglich ist, während der Internalist darauf besteht, dass es möglich ist.
Fodor definiert den methodologischen Solipsismus als die extreme Position, die besagt, dass der Inhalt der Überzeugungen einer Person über, sagen wir, Wasser absolut nichts mit der Substanz Wasser in der Außenwelt zu tun hat, noch mit der allgemein akzeptierten Definition der Gesellschaft, in der diese Person lebt. Alles ist innerlich bestimmt. Das Einzige, worauf sich andere Menschen stützen können, wenn sie jemandem Überzeugungen zuschreiben, sind die inneren Zustände seines oder ihres physischen Gehirns.
Im Gegensatz dazu definiert Fodor den methodologischen Individualismus als die Auffassung, dass mentale Zustände einen semantisch bewertbaren Charakter haben, d. h., sie sind relationale Zustände. Die Beziehung, die semantische Bedeutung verleiht, kann eine Beziehung zur Außenwelt oder zur eigenen Kultur sein, und solange die Beziehung eine Veränderung der kausalen Kraft eines mentalen Zustands bewirkt, kann sie als eine teilweise Determinante dieses Zustands betrachtet werden.